# Калотеску, Вирджил
Ви́рджил Калоте́ску (рум. Virgil Calotescu; 16 января 1928, Добротяса, Румыния — 6 мая 1991, Бухарест, Румыния) — румынский кинорежиссёр и сценарист.

## Биография
Окончил исторический факультет Бухарестского университета. В кинематограф пришёл как документалист. С 1965 года в игровом кино. Изредка писал сценарии к своим картинам.

## Избранная фильмография

### Режиссёр
- 1954 — Белое золото / Aurul alb (д/ф)
- 1958 — Последнее поколение бедняков / Ultima generaţie de săraci (д/ф)
- 1962 — Раковины никогда не говорили / Scoicile nu au vorbit niciodată (к/ф)
- 1964 — Глаза моего города / Ochii oraşului meu (д/ф)
- 1964 — Белая комната / Camera albă
- 1966 — Ритмы и образы / Ritmuri şi imagini (д/ф)
- 1967 — По следам 1907 года /  (д/ф)
- 1967 — Недра / Subteranul (в советском прокате «Катастрофа на Чёрной горе»)
- 1970 — Герои никогда не умирают / Eroii nu mor niciodată (д/ф)
- 1970 — Война девушек / Războiul domniţelor
- 1972 — Любовь начнется в пятницу / Dragostea începe vineri
- 1974 — Три секретных письма / Trei scrisori secrete
- 1975 — Мастодонт / Mastodontul
- 1978 — Операция «Автобус» / Acţiunea „Autobuzul”
- 1978 — Перекрёстки / Drumuri în cumpănă
- 1979 —  / Ultima frontieră a morţii
- 1980 — Шпионская сеть «С» / Reţeaua “S”
- 1981 — Ана и «вор» / Ana şi "hoţul" (в советском прокате «Жизнь начинается снова»)
- 1982 — Бухарестская прописка / Buletin de Bucureşti
- 1983 —  / Amurgul fântânilor
- 1985 — Брак с репетицией / Căsătorie cu repetiţie

## Награды
- 1967 — номинация на Главный приз Пятого Московского международного кинофестиваля («Недра»)